# Норт-Гемптон (Огайо)
Норт-Гемптон (англ. North Hampton) — селище (англ. village) в США, в окрузі Кларк штату Огайо. Населення — 457 осіб (2020).

## Географія
Норт-Гемптон розташований за координатами 39°59′19″ пн. ш. 83°56′39″ зх. д. / 39.98861° пн. ш. 83.94417° зх. д. (39.988613, -83.944294).  За даними Бюро перепису населення США в 2010 році селище мало площу 1,12 км², уся площа — суходіл.

## Демографія
Згідно з переписом 2010 року, у селищі мешкало 478 осіб у 173 домогосподарствах у складі 123 родин. Густота населення становила 428 осіб/км².  Було 178 помешкань (159/км²).
Расовий склад населення:
| - 96,9 % — білих - 0,2 % — корінних американців - 0,2 % — азіатів |

До двох чи більше рас належало 2,5 %. Частка іспаномовних становила 1,0 % від усіх жителів.
За віковим діапазоном населення розподілялося таким чином: 28,9 % — особи молодші 18 років, 59,8 % — особи у віці 18—64 років, 11,3 % — особи у віці 65 років та старші. Медіана віку мешканця становила 37,4 року. На 100 осіб жіночої статі у селищі припадало 93,5 чоловіків;  на 100 жінок у віці від 18 років та старших — 87,8 чоловіків також старших 18 років.
Середній дохід на одне домашнє господарство  становив 73 570 доларів США (медіана — 50 455), а середній дохід на одну сім'ю — 79 763 долари (медіана — 50 521). Медіана доходів становила 38 750 доларів для чоловіків та 32 083 долари для жінок. За межею бідності перебувало 3,3 % осіб, у тому числі 0,0 % дітей у віці до 18 років та 0,0 % осіб у віці 65 років та старших.
Цивільне працевлаштоване населення становило 182 особи. Основні галузі зайнятості: виробництво — 20,3 %, освіта, охорона здоров'я та соціальна допомога — 15,4 %, науковці, спеціалісти, менеджери — 11,0 %, роздрібна торгівля — 10,4 %.